# Фотини Арамбадзи
Фотини Атанасиу Арамбадзи (на гръцки: Φωτεινή Αθανασίου Αραμπατζή) е гръцки политик от Нова демокрация.

## Биография
Фотини Арамбадзи е родена в 1974 година в македонския град Сяр, Гърция. По произход е от дарнашкото село Сармусакли. Завършва Солунския университет. Занимава се с журналистика. Избирана е от Сяр за депутат от Нова демокрация на изборите от 2012 до 2015 година.